# Cyathea lechleri
Cyathea lechleri är en ormbunkeart som beskrevs av Georg Heinrich Mettenius. Cyathea lechleri ingår i släktet Cyathea och familjen Cyatheaceae. Inga underarter finns listade.